# Anthurium chamberlainii
Anthurium chamberlainii är en kallaväxtart som beskrevs av Maxwell Tylden Masters. Anthurium chamberlainii ingår i släktet Anthurium och familjen kallaväxter. Inga underarter finns listade.